# Protorothyrididae
Die Protorothyrididae (Syn.: Protorothyridae) sind eine Gruppe ausgestorbener Reptilien aus dem Ober-Karbon und Unter-Perm. Funde dieser Tiere stammen unter anderem aus Neuschottland in Ostkanada und wurden in hohlen Schuppenbäumen gefunden. Die bekanntesten Arten sind Hylonomus lyelli und Paleothyris acadiana, beide etwa 20 Zentimeter lang.
Aufgrund der Merkmale des Gebisses und der geringen Körpergröße waren die Protorothyrididae wahrscheinlich Insektenjäger. Sehr kräftig ausgebildet war das Skelett des Brust- und Halsbereichs. Das Schulterblatt und das Coracoid waren verwachsen zu einem Scapulocoracoid, vor dem ein dünnes Schlüsselbein sowie ein Cleithrum lag. Letzteres ist bei den modernen Reptilien nicht mehr vorhanden.

## Systematik
Die Protorothyrididae werden in der traditionellen Systematik wegen ihrer fehlenden Schädelfenster den Anapsiden zugeordnet. Sie gehören als primitive, schädelfensterlose Vertreter allerdings der zu den Diapsiden führenden Klade an. Diese Klade wird in der Kladistik als Eureptilia bezeichnet.

### Untergeordnete Taxa
- Anthracodromeus
- Archerpeton
- Brouffia
- Coelostegus
- Hylonomus
- Paleothyris
- Protorothyris
- Thuringothyris